# Carlos Saavedra Soria
Carlos Saavedra Soria (1940 - 5 de marzo de 2023) fue un fotógrafo peruano conocido por tomar la primera fotografía de Vladimiro Montesinos.

## Biografía
Nació en 1940 en Pucallpa, departamento de Ucayali. Empezó a trabajar en 1975 para la revista Espejo, creada por un equipo de Caretas, junto a la periodista Doris Gibson. En 1983, comisionado por Gustavo Gorriti, Saavedra fue enviado a fotografiar a Jorge Whitembury y a Vladimiro Montesinos. Para el primero, se disfrazó de lavador de autos para lograr tomar la fotografía, sin embargo, para Montesinos, Saavedra fue descubierto y perseguido en su auto hasta llegar a una comisaría. En 1994, fue herido de bala mientras cubría un operativo del ejército para retomar el barrio de Raucana en manos de Sendero Luminoso. Posteriormente, ha sido partícipe de exposiciones con fotógrafos de Caretas y organizó una exposición individual denominada "Caza Mayor".  En el año 2010, fotografió al juez Raúl Rosales Mora, durante la cual el juez le apuntó con un arma. Se retiró de la fotografía en aquel año 2010. Falleció en el año 2023.